# 桑村
桑村（法語：Saints，法語發音：[sɛ̃] ⓘ）是法国塞纳-马恩省的一个旧市镇，属于莫城区。2019年，桑村与市镇博泰伊合并为新市镇博泰伊-桑，桑村为新市镇行政中心。

## 地理
桑村（48°45'32"N, 3°3'1"E）面积20.04 平方千米，位于法国法蘭西島大區塞纳-马恩省，该省份为法国北部内陆省份，北起瓦兹省，西接埃松省、马恩河谷省、塞纳-圣但尼省和瓦兹河谷省，南至卢瓦雷省，东南接约讷省，东临马恩省和奥布省，东北接埃纳省。
与桑村接壤的市镇（或旧市镇、城区）包括：布里地区沃杜瓦、博泰伊、庫洛米耶、法尔穆捷、莫佩尔蒂、穆鲁、圣奥古斯坦、图坎。

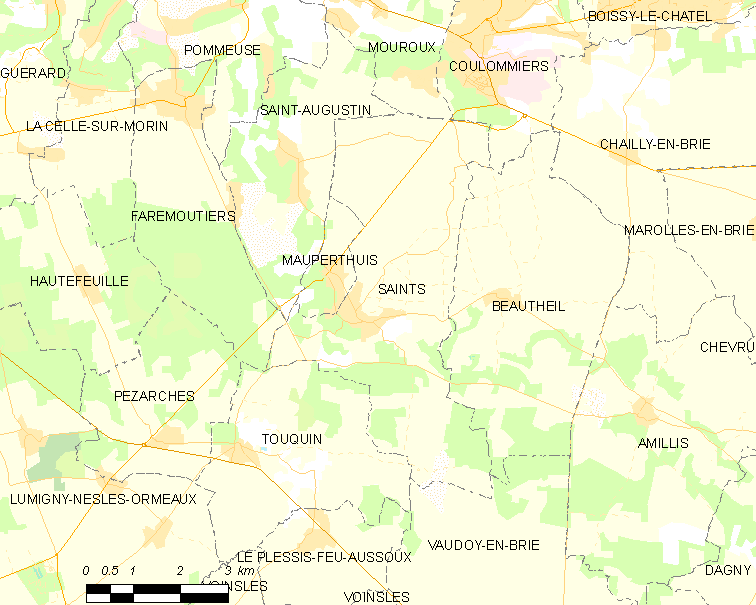
桑村的OSM定位图

桑村的时区为UTC+01:00、UTC+02:00（夏令时）。

## 行政
桑村的邮政编码为77120，INSEE市镇编码为77433。

## 政治
桑村所属的省级选区为库洛米耶县。

## 人口

1962-2008年间桑村人口变化图示

桑村于2018年1月1日时的人口数量为1329人。